# Ville Nikkari
Ville Nikkari (Turku, 5 novembre 1988) è un ex calciatore finlandese, di ruolo difensore.

## Carriera

### Club
Inizia a giocare nel 2006 con la maglia dell'Inter Turku, squadra con cui gioca fin dal settore giovanile; complessivamente ha giocato 156 partite in Veikkausliiga, la massima serie finlandese; il 4 luglio 2013 segna la sua prima rete in carriera nelle coppe europee, realizzando il gol del momentaneo 1-0 per la sua squadra nella partita poi terminata 1-1 sul campo del Víkingur Gøta, valida per il primo turno preliminare di Europa League. Si ritira nel 2014, dopo 8 stagioni da professionista, tutte nell'Inter Turku, con cui ha anche vinto un campionato ed una coppa nazionale.

### Nazionale
Complessivamente ha giocato 13 partite senza segnare nessuna rete con la maglia della nazionale Under 21 del suo Paese.

## Palmarès

### Club
- Campionato finlandese: 1

Inter Turku: 2008
- Coppa di Finlandia: 1

Inter Turku: 2009